# 法德尔·伊本·叶海亚
法德尔·伊本·叶海亚（766年2月—808年，Al-Fadl ibn Yahya al-Barmaki）是阿拔斯王朝哈里发哈伦·拉希德时期的高级官员。
法德尔出身自巴爾馬克家族，是家族的奠基人Yahya al-Barmaki的长子。哈里发哈伦期间，法德尔担任继承人阿明的导师，并在塔巴里斯坦、雷伊（792年—797年）、呼罗珊（794/5年—795/6年）担任总督（gubernatorial positions）。 他善意的对待东方省份的居民（D Sourdel）。在对待阿里后裔的问题上，他和哈里发哈伦起了冲突，803年，法德尔家族失势，他长期被关押直到在808年于拉卡去世。